# Zhou Shuxi

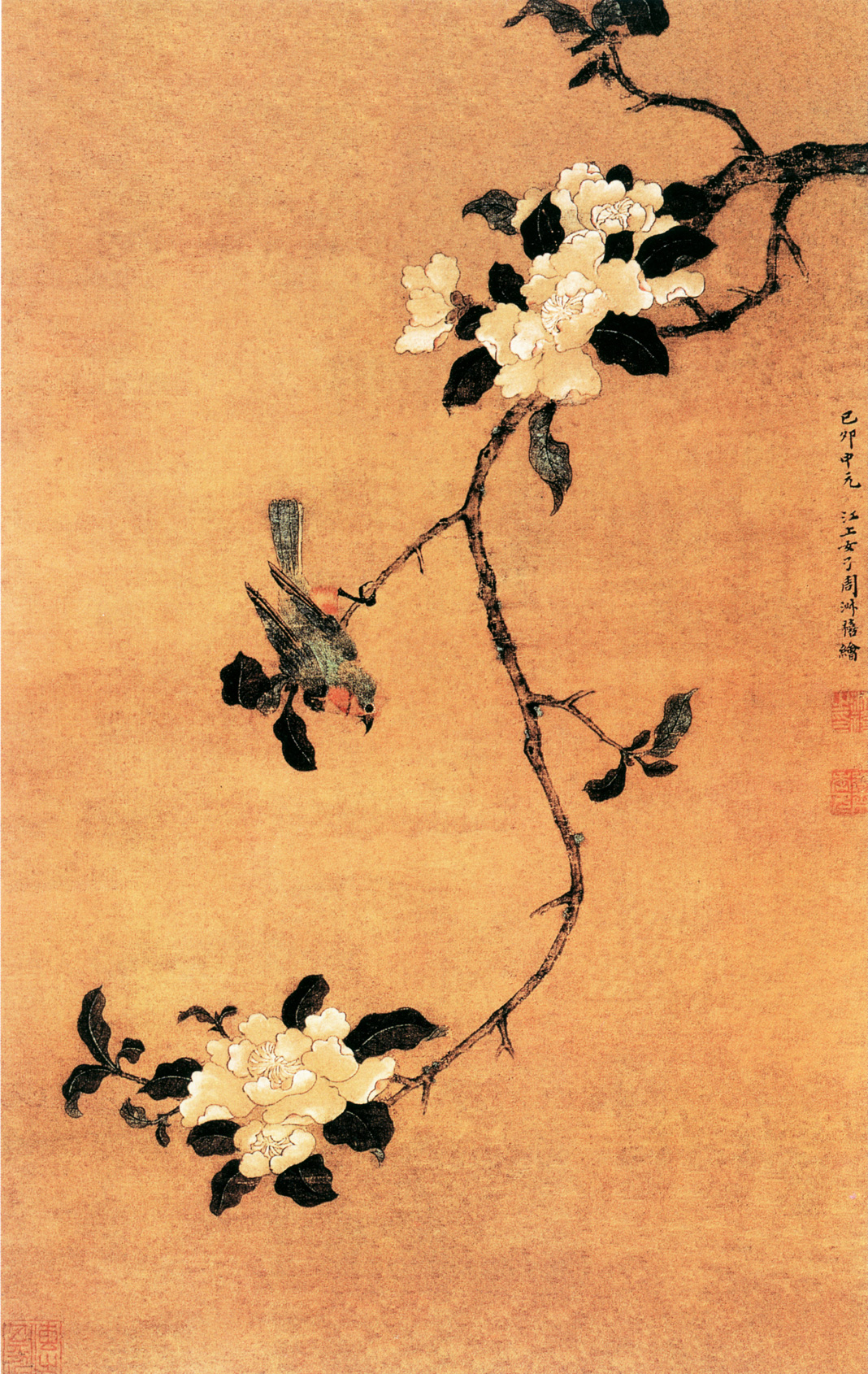
Camèlia i ocell solitari (茶花幽禽图), Zhou Shuxi, Museu de Nanjing

Zhou Shuxi (en xinès: 周淑禧; en pinyin: Zhōu Shūxǐ) fou una pintora xinesa que va viure sota la dinastia Qing. Oriunda de Jiangyin, província de Jiangsu, nascuda el 1624, va morir vers el 1705. Era la filla de Zhou Rongqi i germana Zhou Shuhu.
Les dues germanes Zhou van aprendre a pintar amb el seu pare. Zhou Shuxi va destacar com a pintora de temes budistes (són famosos els “Setze guanyin" mentre que Zhou Hu va ser coneguda com a pintora d'insectes, ocells i flors (Font. K.Olsen).